# Jordbävningen i Antofagasta 1995
Jordbävningen i Antofagasta 1995 var en jordbävning registrerad den 30 juli 1995 klockan 05:11 UTC (01:11 lokal tid). Dess epicentrum låg nära kusten vid chilenska delen av Stilla havet nära Antofagasta, och drabbade kustområden i Antofagastaregionen.
Jordbävningen uppmättes till 8.0 på Mw och djupet var 33 kilometer.